# Jardín botánico y zoológico de Hong Kong
El Jardín botánico y zoológico de Hong Kong (en chino: 香港動植物公園) es uno de los más antiguos centros zoológicos y botánicos del mundo. Ocupa una superficie de 5,6 hectáreas localizadas en la ladera norte del Pico Victoria en la región administrativa especial de Hong Kong al sur de la República Popular de China. Fundado en 1871, su primera etapa se abrió al público en 1864.
Al igual que en el Parque de Hong Kong ofrece un entorno natural y del medio ambiente en el Distrito Central. Es más grande que el Parque Hong Kong y contiene más plantas, aves e instalaciones.

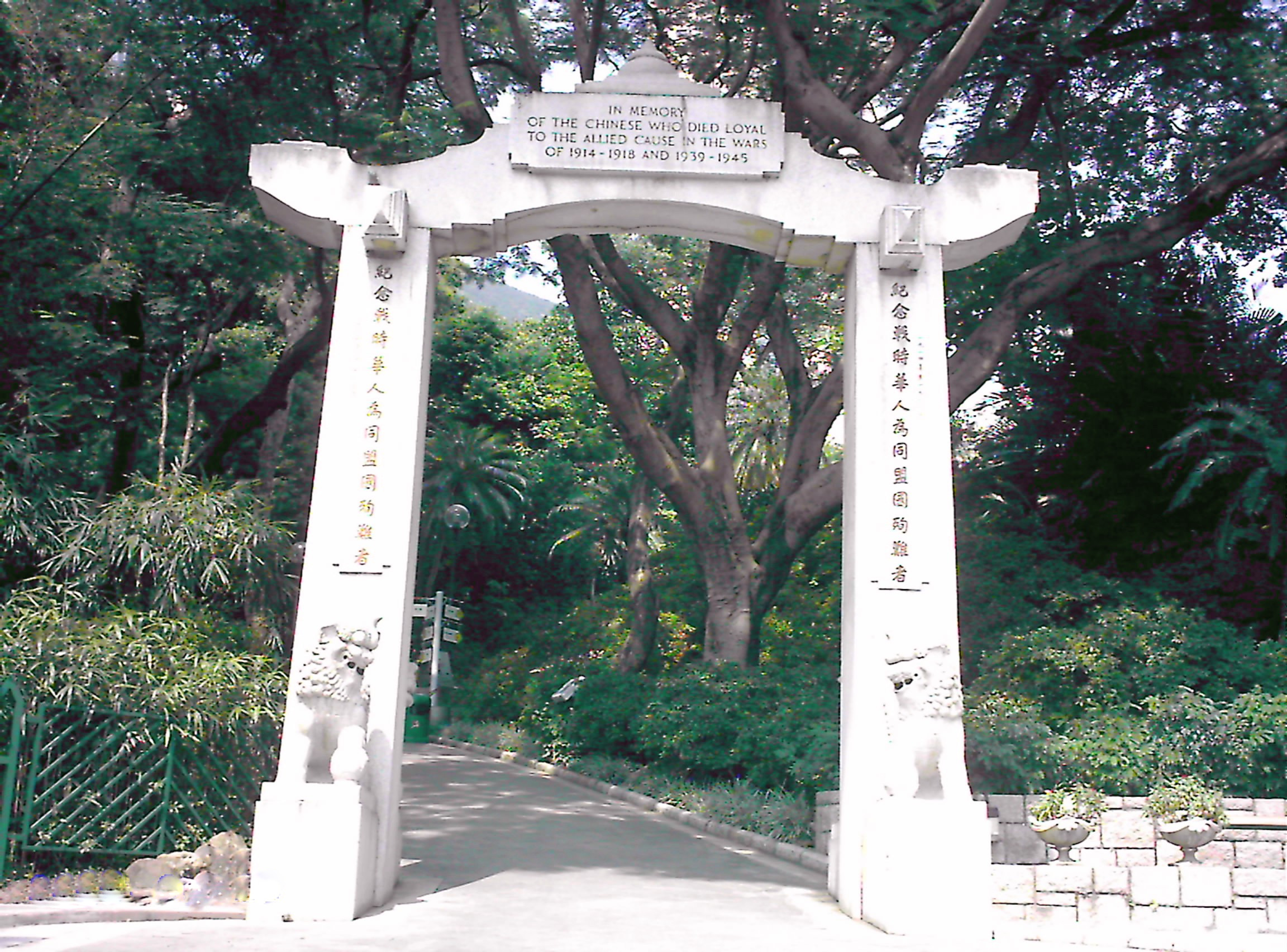

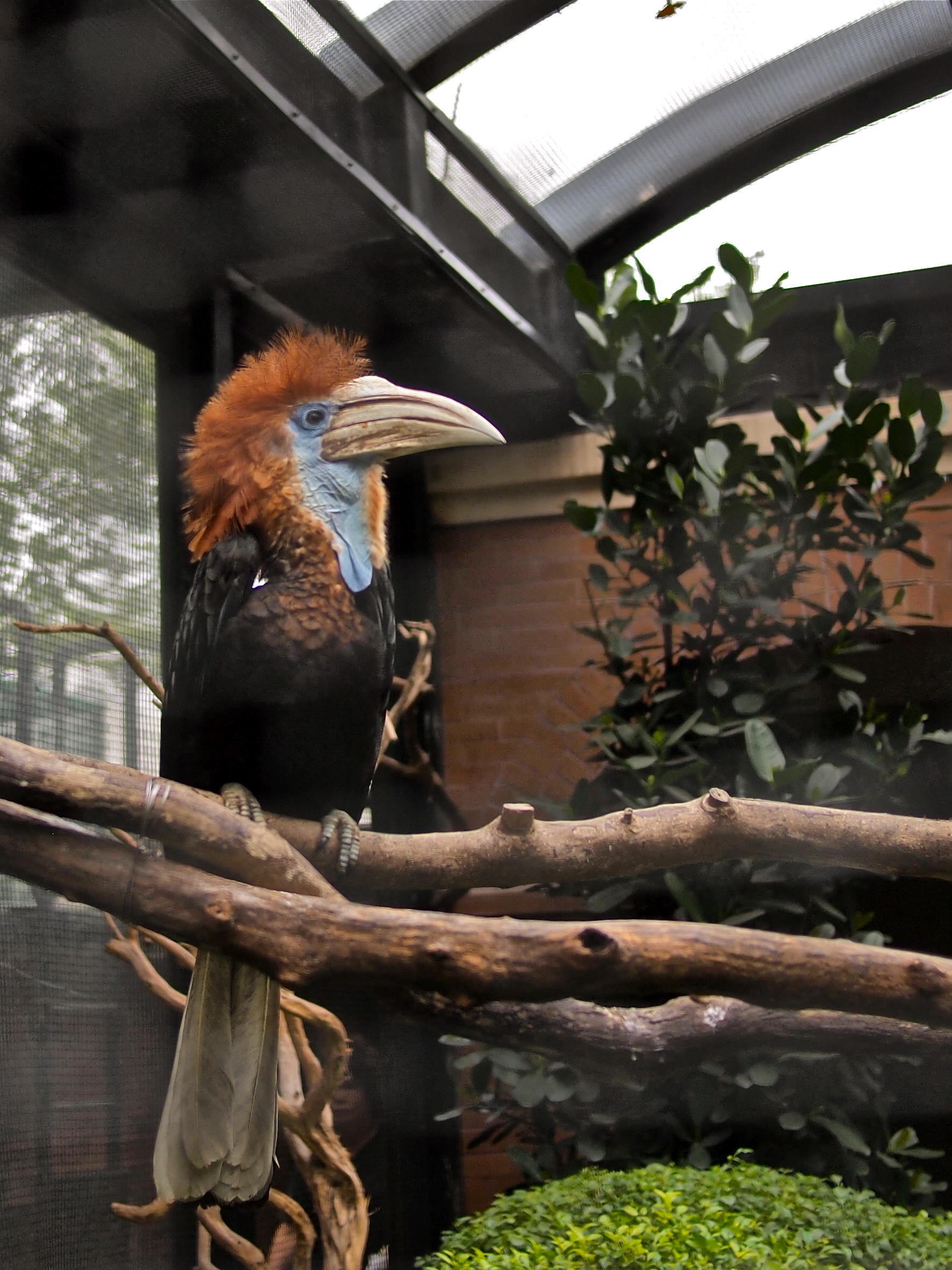
Cálao casquigualdo

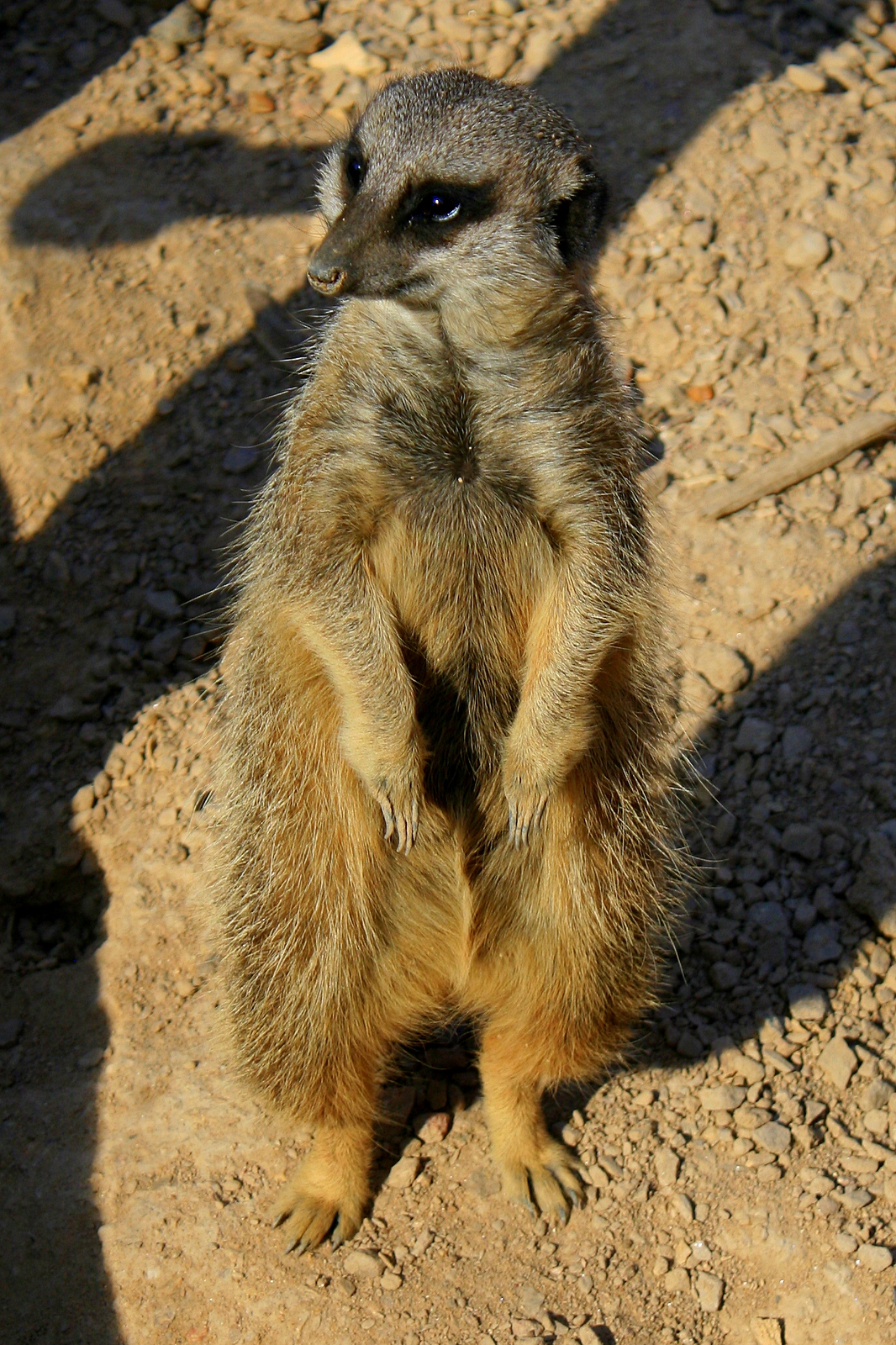
Suricata suricatta

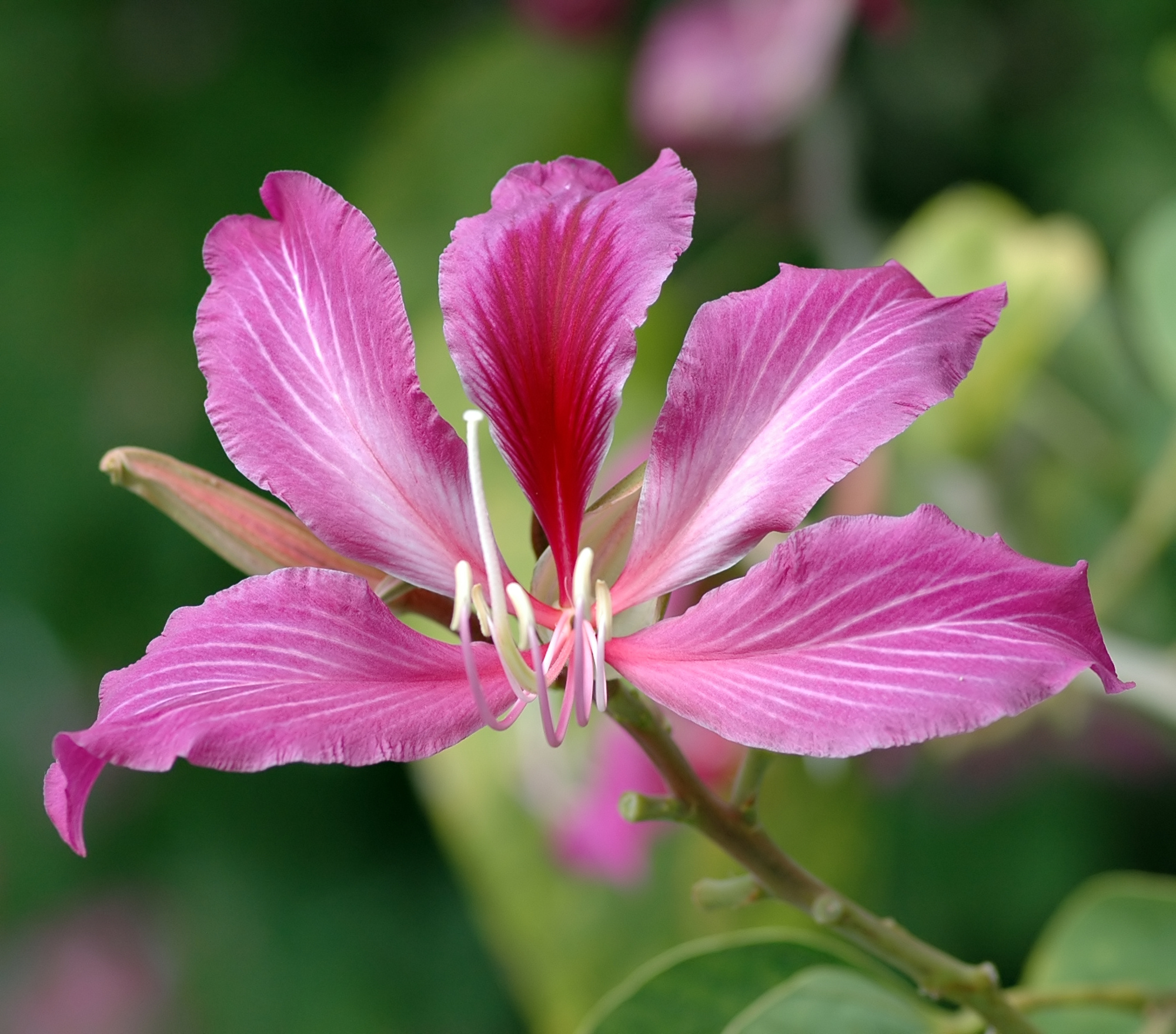
Bauhinia × blakeana